# Горб, Сергей Николаевич
Сергей Николаевич Горб (род. 29 октября 1954) — советский футболист, защитник, полузащитник; тренер.
Всю карьеру игрока провёл в «Динамо» Ставрополь. В 1974—1986 во второй (1974—1979, 1982—1984) и первой (1980—1981, 1985—1986) лигах сыграл 448 матчей, забил 52 гола.
В «Динамо» работал начальником команды (1986—1989, 1991, по июль, 1992, по июль), тренером (1991, с июля, июль 1992—1993, 1997—1998, 1999, по сентябрь, 2000—2002), главным тренером (сентябрь 1999 — январь 2000).
Начальник команды дубля «Динамо» (1996), главный тренер «Рубина» Новолокинская (2005), тренер ФК «Ипатово» Ипатово (2012/13), главный тренер «Сигнала» Изобильный (2014).